# Bourganeuf
Bourganeuf (Borgon Nuòu în occitană) este o comună în departamentul Creuse din centrul Franței. În 2009 avea o populație de 2.907 de locuitori.

## Evoluția populației
| An        | 1975  | 1982  | 1990  | 1999  | 2006  | 2009  |
| --------- | ----- | ----- | ----- | ----- | ----- | ----- |
| Populație | 3.637 | 3.738 | 3.385 | 3.163 | 2.980 | 2.907 |